# 49 Геркулеса
49 Геркулеса (лат. 49 Herculis), V823 Геркулеса (лат. V823 Herculis), HD 152308 — одиночная переменная звезда в созвездии Геркулеса на расстоянии приблизительно 400 световых лет (около 123 парсек) от Солнца. Видимая звёздная величина звезды — от +6,43m до +6,4m. Возраст звезды определён как около 251 млн лет.

## Характеристики
49 Геркулеса — бело-голубая вращающаяся переменная звезда типа Альфы² Гончих Псов (ACV) спектрального класса B9V, или B9,5pSiCr, или B9,5p, или A0:IVpCrEu, или A0CrEu, или A0p, или A0. Масса — около 2,5 солнечных, радиус — около 2,087 солнечных, светимость — около 34,674 солнечных. Эффективная температура — около 10000 K.

## Планетная система
В 2019 году учёными, анализирующими данные проектов HIPPARCOS и Gaia, у звезды обнаружена планета.